# 어도비 포토샵 엘리먼츠
어도비 포토샵 엘리먼츠(Adobe Photoshop Elements)는 엔트리 레벨의 사진가, 그림 편집자, 호비스트를 위한 래스터 그래픽스 편집기이다. 전문가용 버전의 기능 대부분을 포함하면서도 더 단순한 몇 가지 옵션들을 제공한다. 이 프로그램은 사용자가 그림을 제작, 편집, 정리, 공유할 수 있게 해준다. 어도비 포토샵 LE(Limited Edition)의 뒤를 잇는다.
원래 어도비 포토샵 버전 6와 함께 선보인 포토샵 엘리먼츠는 사진 애호가들을 대상으로 하므로 적절한 인쇄 제작 환경에서 유용한 수많은 기능들이 제외되어 있다. 이를테면, 포토샵 엘리먼츠는 CMYK 감산혼합 컬러 모드로 파일을 내보낼 수 없으며 더 단순화된 색 관리 시스템을 지원하고 세세한 소프트 프루핑이 제외된다. 한정된 포토샵 플러그인 집합을 포함하지만 비전문가들을 대상으로 하는 수많은 기능들이 포함되어 있다. (예: 적목 현상을 제거하거나 사진의 스킨 톤을 변경하는 것) 재설계된 기능의 예로는 Variations 조정 대화 상자를 들 수 있다. 그러나 일부 버전들은 PDF를 열고 편집하고 저장할 수 있다. 이 프로그램은 맥 시스템 환경 설정을 통해 키보드 단축키의 추가를 허용하지 않으므로 기타 맥용 프로그램을 통해서 수행할 수 있다.
버전 13은 윈도우 XP 플랫폼을 더 이상 지원하지 않는다. 어도비가 초기 XP 호환 버전을 사이트에 더 이상 판매하지 않지만 사용자는 여전히 리테일 아웃렉에서 초기 버전의 소매판을 등록하여 사용할 수 있다.

## 버전
| 버전        | 출시일 (마이크로소프트 윈도우) | 출시일 (맥 OS) | 일치하는 포토샵 버전  |
| ----------- | ------------------------------ | -------------- | --------------------- |
| 포토샵 4 LE | 1996                           | 1996           | ?                     |
| 포토샵 5 LE | 1999                           | 1999           | 5.5 (February 1999)   |
| 1           | April 2001                     | April 2001     | 6.0 (September 2000)  |
| 2           | August 2002                    | 2002           | 7.0 (March 2002)      |
| 3           | October 2004                   | 2004           | CS (October 2003)     |
| 4           | October 2005                   | 2006           | CS2 (April 2005)      |
| 5           | October 2006                   | ?              | 빈칸                  |
| 6           | October 2007                   | 2008           | CS3 (April 2007)      |
| 7           | October 2008                   | ?              | CS4 (2008년 9월 23일) |
| 8           | September 2009                 | September 2009 | 빈칸                  |
| 9           | September 2010                 | September 2010 | CS5 (2010년 4월 30일) |
| 10          | September 2011                 | September 2011 | 빈칸                  |
| 11          | September 2012                 | September 2012 | CS6 (2012년 5월 7일)  |
| 12          | September 2013                 | September 2013 | 빈칸                  |
| 13          | September 2014                 | September 2014 | 빈칸                  |
| 14          | September 2015                 | September 2015 | 빈칸                  |
| 15          | October 2016                   | October 2016   | 빈칸                  |

참고: OS X에서의 어도비 포토샵 엘리먼츠는 영어, 프랑스어, 독일어, 일본어로 이용이 가능하다.

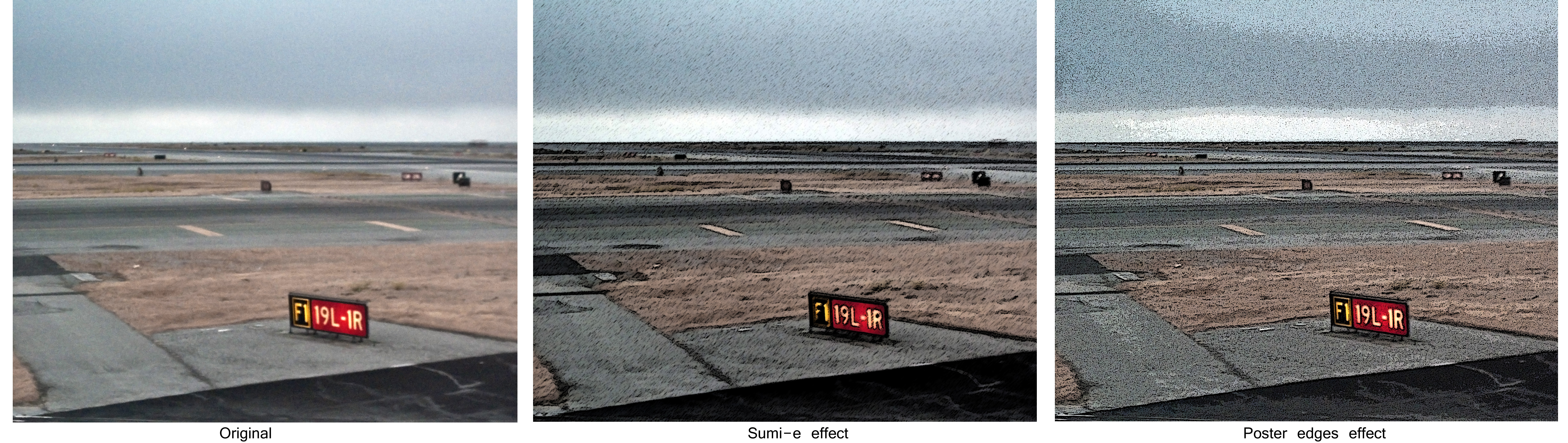
The sumi-e and poster edges 효과

## 같이 보기
- 어도비 포토샵 익스프레스
- 어도비 포토샵 앨범
- 어도비 포토샵 라이트룸
- 어도비 프리미어 엘리먼츠